# Rumaniulus mammosus
Rumaniulus mammosus är en mångfotingart som beskrevs av Carl Graf Attems 1927. Rumaniulus mammosus ingår i släktet Rumaniulus och familjen kejsardubbelfotingar. Inga underarter finns listade i Catalogue of Life.